# АЭС Коннектикут Янки
АЭС Коннектикут Янки (Хаддам Нек) (англ. Connecticut Yankee Nuclear Power Plant) — закрытая атомная электростанция на северо-востоке США.  
Станция расположена на берегу реки Коннектикут в округе Мидлсекс штата Коннектикут. 
АЭС Коннектикут Янки, известная также как АЭС Хаддам Нек, была сдана в коммерческую эксплуатацию 1 января 1968 года. Станция состоит из одного блока с водяным реактором под давлением PWR мощностью 600 МВт, за время своей работы станция произвела 110 млрд кВт-час электроэнергии. 
В 1996 году АЭС была остановлена решением совета директоров компании-владельца (Connecticut Yankee Atomic Power Co.) из-за экономических трудностей. Работы по выводу станции из эксплуатации началась в мае 1998 года и завершилась в июле 2007 года.
В 2013 году Служба охраны дикой природы США (FWS) купила участок размером 15 га, ранее принадлежавший выведенной из эксплуатации АЭС Коннектикут Янки, чтобы на этой земле устроить заповедник. Эта земля станет частью национального парка, охватывающего территорию 168 га вдоль течения реки Салмон.

## Информация об энергоблоках
| Энергоблок | Тип реакторов | Мощность | Мощность | Начало строительства | Физпуск    | Подключение к сети | Ввод в эксплуатацию | Закрытие   |
| Энергоблок | Тип реакторов | Чистый   | Брутто   | Начало строительства | Физпуск    | Подключение к сети | Ввод в эксплуатацию | Закрытие   |
| ---------- | ------------- | -------- | -------- | -------------------- | ---------- | ------------------ | ------------------- | ---------- |
| Хаддам Нек | PWR           | 560 МВт  | 603 МВт  | 01.05.1964           | 24.07.1967 | 07.08.1967         | 01.01.1968          | 05.12.1996 |